# Хиркс
Хиркс je презиме карактеристично за простор данашње Војводине.

## Распрострањеност презимена
Презиме Хиркс присутно је у западној Бачкој, као и у Славонији и Барањи.
У Бачкој га има у Апатину, а православни носиоци овог презимена прослављају Ђурђевдан.
У овом месту презиме се среће и код Мађара.
Преко Дунава презиме Хиркс је забележено у селу Чепин (код Осијека), као и у Белом Манастиру (тачније месту Мирковац).

## Варијанте презимена
Интересантно је да се ово презиме појављује и у варијанти Хиркић (у Осијеку).